# Historia gier komputerowych
Historia gier komputerowych – interaktywnych programów komputerowych służących do celów rozrywkowych – obejmuje okres od 1947 roku, kiedy wynaleziono pierwszy prototyp gry elektronicznej. Do 1972 roku gry komputerowe były produkcjami akademickimi, a do masowego obiegu weszły za sprawą gry Pong. Dzięki jego popularności powstały platformy do gry – automaty i konsole, a od lat 80. XX wieku także komputery osobiste. Od lat 90. XX wieku gry komputerowe zaczęły masowo obsługiwać rozgrywkę sieciową oraz grafikę trójwymiarową, stając się produktem masowym. Wśród najnowszych tendencji należy wyróżnić cyfrową dystrybucję rozrywki elektronicznej oraz rozwój gier społecznościowych i mobilnych.

## Początki gier komputerowych
Prototypem gry komputerowej był wynaleziony w 1947 roku przez Amerykanów Thomasa A. Goldsmitha Jr. i Estle Raya program Cathode-Ray Tube Amusement Device – analogowy symulator pocisku rakietowego używający lamp elektronowych. Początek gier komputerowych w formie graficznej nastąpił jednak dopiero po wynalezieniu w Wielkiej Brytanii komputera EDSAC – pierwszej maszyny liczącej zawierającej wyświetlacze, które stanowiły prototyp monitora. Pionierem gier komputerowych stał się pracownik uniwersytetu w Cambridge, Alexander Sandy Douglas, który w ramach pracy doktorskiej stworzył adaptację zabawy w kółko i krzyżyk pod nazwą Noughts and Crosses (1952). Kolejnego osiągnięcia w zakresie tworzenia gier dokonał fizyk William Higinbotham, który wyprodukował dzieło Tennis for Two na podstawie gry w tenisa (1958). Była to pierwsza graficzna gra komputerowa, wyświetlana na oscyloskopie i wyposażona w kontrolery do sterowania. Kolejną innowacyjną grą okazała się Spacewar! (1961) stworzona przez Steve’a Russella z Massachusetts Institute of Technology, w której dwaj gracze kierujący statkami kosmicznymi mieli za zadanie zniszczyć przeciwnika. W amerykańskich publikacjach wskazuje się ją jako pierwszą grę z prawdziwą wektorową grafiką komputerową.
Pierwsze programy interaktywne stanowiły produkcje akademickie. Do ich upowszechnienia dążył Ralph Baer, który zamierzał stworzyć interaktywną grę możliwą do podłączenia do telewizora. Wynalazł nowe kontrolery (na przykład pistolet do strzelania w ekran) i doprowadził do wydania pierwszej w historii konsoli gier wideo pod nazwą Magnavox Odyssey (1972), która zapoczątkowała pierwszą generację platform do grania. Skopiowanie przez Nolana Bushnella pomysłu Baera na uproszczoną symulację tenisa doprowadziło do wydania jednej z pierwszych gier na automaty – Ponga (1972), którego seryjna sprzedaż przez Atari doprowadziła do pierwszego sukcesu komercyjnego w branży.

## Popularyzacja gier komputerowych i platform do grania (lata 70. i 80. XX wieku)

### Rozwój gier na automaty

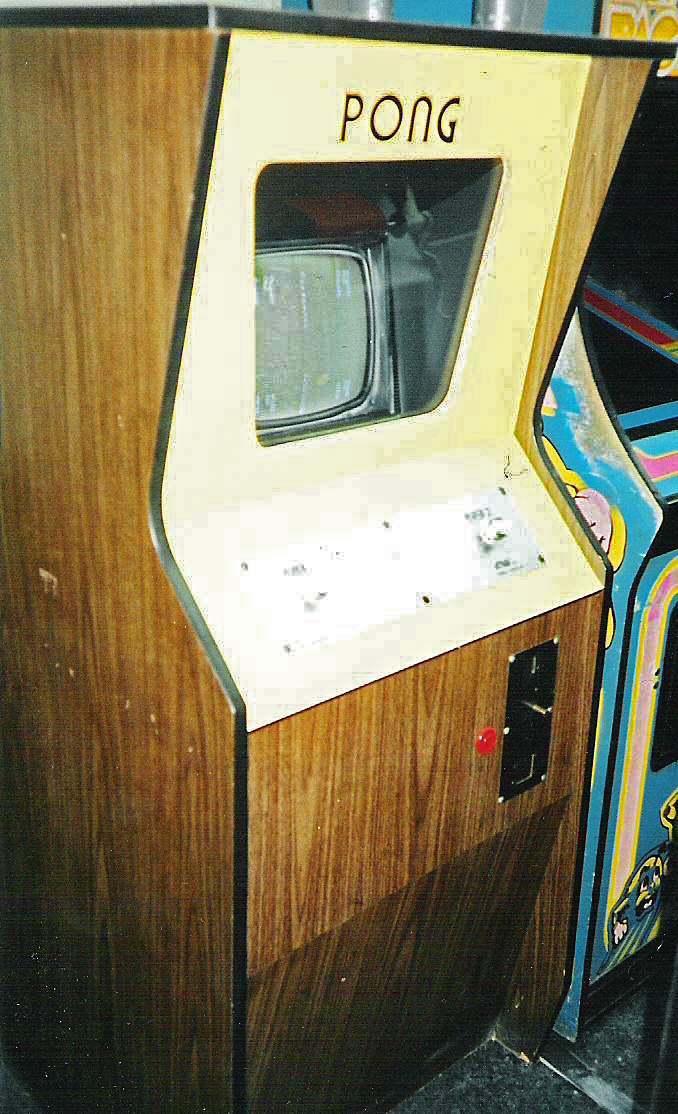
Sukces Ponga przyczynił się do popularyzacji automatów do gier

Sukces Ponga spowodował produkcję przez Atari kolejnych gier zręcznościowych przeznaczonych na automaty: Tanka – symulatora walki czołgów (1974), Shark Jaws – pierwszej gry komputerowej z zastosowanymi animacjami postaci (1975); rywalizację z Atari podjęła japońska spółka Taito, produkując Gun Fight (1975) – pierwszą grę wykorzystującą mikroprocesory. Rozwój gier na automaty postępował: Steve Jobs i Steve Wozniak stworzyli Breakout (1976) – pierwowzór Arkanoida; Japończyk Tomohiro Nishikado zasłynął jako twórca Space Invaders (1978) – produktu o niespotykanej dotąd popularności, który upowszechnił rozrywkę elektroniczną i zapoczątkował gatunek strzelanek. Odpowiedzią na Space Invaders był Galaxian (1979) – pierwsza gra komputerowa z kolorowym wyświetlaczem. Kolejnym przebojem na automaty była gra Asteroids (1979), oparta głównie na pomyśle Spacewar!. Premiera Pac-Mana (1980), kolejnego sukcesu komercyjnego autorstwa Toru Iwataniego ze spółki Namco, uczyniła tytułowego bohatera pierwszą w historii branży ikoną popkultury, co zaowocowało między innymi sequelami gry i serialem animowanym. Ostatnimi kluczowymi produkcjami na automaty z tego okresu były: gra Dragon’s Lair (1983) autorstwa Dona Blutha, zawierająca nowoczesną oprawę graficzną przywodzącą na myśl interaktywny film animowany, oraz Mario Bros. (1983) wyprodukowana przez Shigeru Miyamoto, która oficjalnie wprowadziła postać Mario, znaną z gry Donkey Kong (1981).

### Druga generacja konsol
Rozwojowi gier komputerowych towarzyszyły innowacje w zakresie konsol gier wideo. W 1976 roku powstała Fairchild Channel F, która wykorzystywała kartridże z różnymi tytułami, co pozwalało na łatwą zmianę gry. W 1977 roku Atari wydało konsolę Atari VCS, która popularność zyskała po wydaniu dla niej portu Space Invaders (1980) oraz przeboju Davida Crane’a pod tytułem Pitfall! (1982). Sukcesy odniosły także wyprodukowane przez Mattel konsole Intellivision (1979) i ColecoVision (1982), przy czym ta ostatnia stała się popularna dzięki konwersjom tytułów na automaty.
Niepowodzenie konsoli Atari 5200 (1982), jak również pojawienie się komputerów uniwersalnych w rodzaju ZX Spectrum i Commodore 64, doprowadziły w 1983 roku do gwałtownego załamania sprzedaży konsol i zapaści branżowej, powiązanej z upadkiem Atari.

### Początek gier na komputery
Sukces gier komputerowych na automatach i konsolach nie szedł w parze z ich popularnością na komputerach. Te, dostępne głównie na uniwersytetach, były w latach 70. XX wieku zbyt duże i drogie, żeby stać się powszechnymi platformami do grania. Mimo ich niedoskonałości technicznej właśnie na nich narodził się w 1972 roku gatunek gier tekstowych, w których zarówno interfejs, jak i komendy wydawane przez gracza były zapisywane za pomocą tekstu. Dojrzałość gry tekstowe zyskały za sprawą tytułów takich, jak Adventure (1976) Willa Crowthera i Zork (1977) autorstwa studentów z Massachusetts, który popularny stał się za sprawą konwersji na jeden z pierwszych mikrokomputerów Apple II (1980). Jedną z pierwszych adaptacji gier fabularnych na komputery był Akalabeth (1979) Richarda Garriotta z pseudotrójwymiarowym widokiem zza oczu bohatera; Garriott stał się sławny dzięki grze Ultima (1980), rozpoczynającej wieloletnią serię wprowadzającą innowacje do gatunku. Gatunek graficznej, przygodowej gry akcji otworzyła Adventure (1979). Pierwszą grą na komputery zawierającą prawdziwą oprawę graficzną stała się Mystery House (1979) autorstwa Kena i Roberty Williams, otwierająca gatunek gier przygodowych, nadal jednak opartych na wpisywaniu komend tekstowych. Z kolei gatunek skradanek zapoczątkował Castle Wolfenstein (1981) Silasa Warnera.

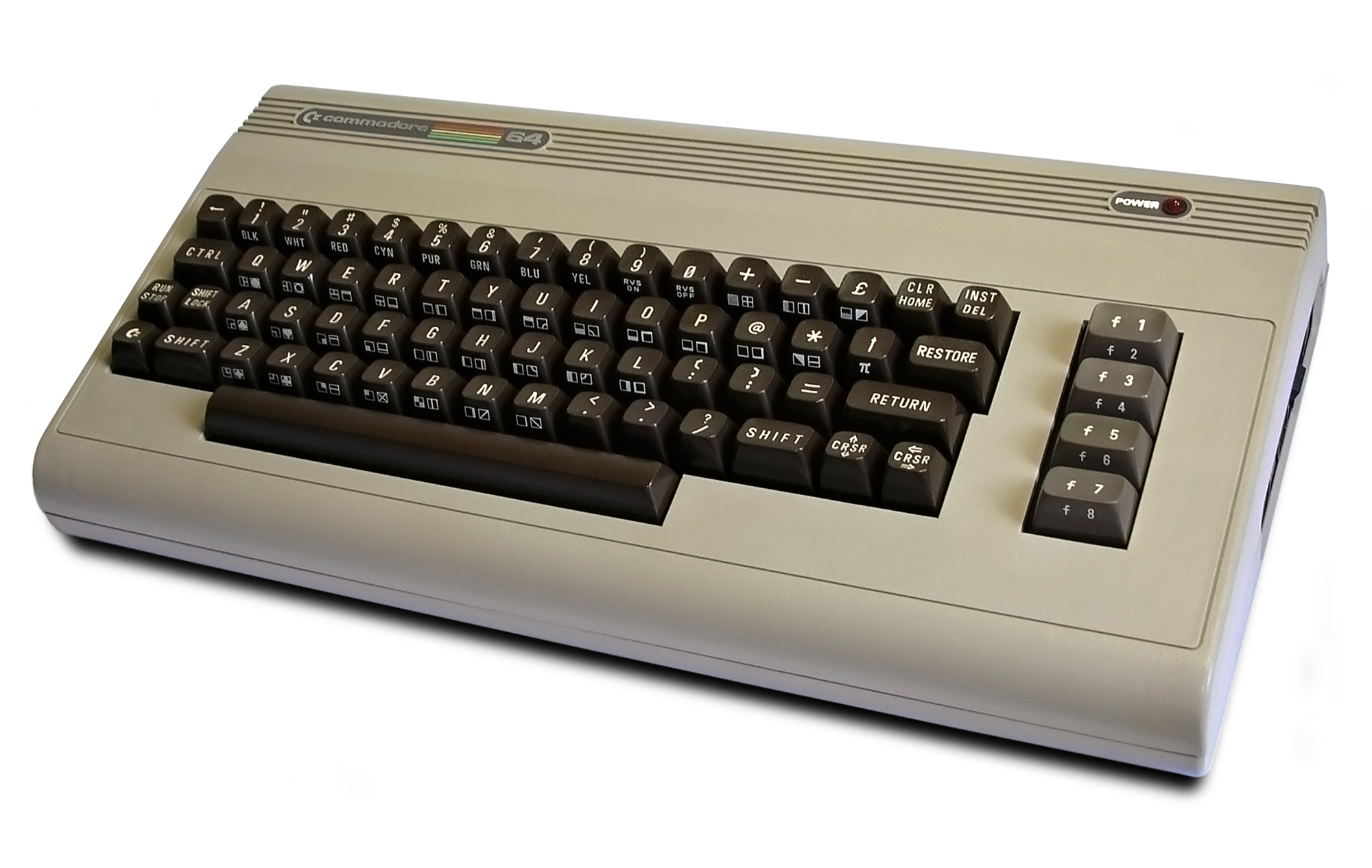
Znaczącą sławę w latach 80. XX wieku zdobył komputer Commodore 64

Przełomem technologicznym, pozwalającym na dalszy rozwój gier na komputery, stało się wprowadzenie w 1982 roku komputera ZX Spectrum o zamkniętej architekturze, umożliwiającego wyświetlanie kolorowej grafiki i odtwarzanie dźwięku na domowym telewizorze; pozwolił on na powstanie takich gier platformowych, jak Manic Miner Matthew Smitha (1983) i jego kontynuacja Jet Set Willy (1984). Odpowiedzią ze strony konkurencji była sprzedaż niezwykle popularnego (17 milionów sprzedanych egzemplarzy), 8-bitowego Commodore 64, na którym zadebiutowały strategiczne gry turowe Defender of the Crown (1986) oraz klasyczna Pirates! (1987) Sida Meiera. Do 1985 roku powstały inne innowacyjne komputery: Atari 800 XL, 16-bitowy Atari 512 ST oraz przede wszystkim Amiga 1000. Brak dalszych osiągnięć wśród komputerów o zamkniętej architekturze kontrastował ze wzrastającą popularnością wprowadzonego w 1981 roku komputera osobistego IBM PC z możliwością rozbudowy o nowsze komponenty, który jednak wówczas stanowił bardziej urządzenie biznesowe niż platformę do grania. Mimo to właśnie na nim pojawiła się klasyczna gra przygodowa King’s Quest (1984) Roberty Williams. Do 1989 roku wydano na komputerach również tak innowacyjne dzieła, jak logiczne: Boulder Dash (1984) Petera Liepy i rosyjski Tetris (1984) Aleksieja Pażytnowa, bijatykę Karateka (1984) Jordana Mechnera, przygodową Maniac Mansion (1987) Rona Gilberta z interfejsem „wskaż i kliknij”, ekonomiczną SimCity (1989) Willa Wrighta oraz brytyjską „grę w boga” Populous Petera Molyneux (1989).

### Trzecia generacja konsol
Po klęsce Atari schedę nad tworzeniem konsol gier wideo przejęło japońskie przedsiębiorstwo Nintendo, które w 1984 roku wyprodukowało 8-bitową konsolę Nintendo Entertainment System. Odniosła ona wielki sukces, przyczyniając się do popularności gier platformowych (Super Mario Bros., 1985; Metroid, 1986; Castlevania, 1986), przygodowych gier akcji (The Legend of Zelda, 1986, autorstwa Shigeru Miyamoto) oraz gier fabularnych w odmianie japońskiej (Final Fantasy, 1987). Z Nintendo konkurowała Sega, która wprowadziła konsolę Sega Master System wraz z przebojami takimi jak Sonic the Hedgehog (1991).

## Dalszy rozwój gier (lata 90. XX wieku)

### Rozwój gatunkowy i popularyzacja komputera osobistego
Na przełomie lat 80. i 90. XX wieku dokonane zostały kolejne innowacje w branży gier komputerowych. Jordan Mechner wyprodukował grę platformową Prince of Persia (1989), słynną dzięki oddaniu płynności ruchu ludzkiego. Sid Meier stworzył pełną rozmachu strategiczną grę turową Civilization (1991) o kształtowaniu się cywilizacji na przestrzeni wieków. Francuz Éric Chahi dokonał kroku milowego w historii gier komputerowych – jego dzieło Another World (1991) wprowadziło spójną, interaktywną fabułę przypominającą film, niepowtarzalną akcję oraz współpracę z osobą kierowaną przez komputer, idąc pod prąd schematycznym dotąd produkcjom. W tym duchu tworzone było osiągnięcie wśród gier przygodowych Gabriel Knight: Sins of the Fathers (1993) autorstwa Jane Jensen. Powstały również we Francji, pseudotrójwymiarowy Alone in the Dark (1992) ustanowił gatunek survival horroru. Pionierska działalność programisty Johna Carmacka (Wolfenstein 3D, 1992; Doom, 1993) przyczyniła się do powstania gatunku strzelanek pierwszoosobowych i uczynienia komputera osobistego platformą do grania, pogrążając przy tym komputery o zamkniętej architekturze. Wpływowe były również gra wyścigowa Test Drive III: The Passion (1990), pierwsza strategiczna gra czasu rzeczywistego, Dune II (1992), oraz hybrydowa gra taktyczna UFO: Enemy Unknown (1994); spośród gier sportowych wyróżniały się brytyjska Sensible Soccer (1992) i zapoczątkowana w 1994 roku seria FIFA.
Druga połowa lat 90. XX wieku również obfitowała w innowacje gatunkowe. PaRappa the Rapper (1996) ustanowił gatunek gier muzycznych. Wśród gier wyścigowych wyróżniły się Road & Track Presents: The Need for Speed (1995), Gran Turismo (1997) i Grand Prix Legends (1998). Na nowo popularność zyskały gry fabularne (Baldur’s Gate, 1998; postapokaliptyczny Fallout, 1998; Planescape: Torment Chrisa Avellone'a, 1999). Osiągnięcia zanotowały również gry przygodowe (wzorcowa adaptacja dzieła literackiego Blade Runner, 1996; wykonana przy użyciu plasteliny The Neverhood, 1996; prześmiewcza The Curse of Monkey Island, 1997; studium schizofrenii Sanitarium, 1998); inspirowany art déco Grim Fandango (1998) odniósł jednak klęskę finansową, podobnie jak ambitne The Last Express Jordana Mechnera (1997) i Heart of Darkness Érica Chahiego (1998), co można tłumaczyć coraz większą popularnością wieloosobowych gier trójwymiarowych.

### Czwarta i piąta generacja konsol

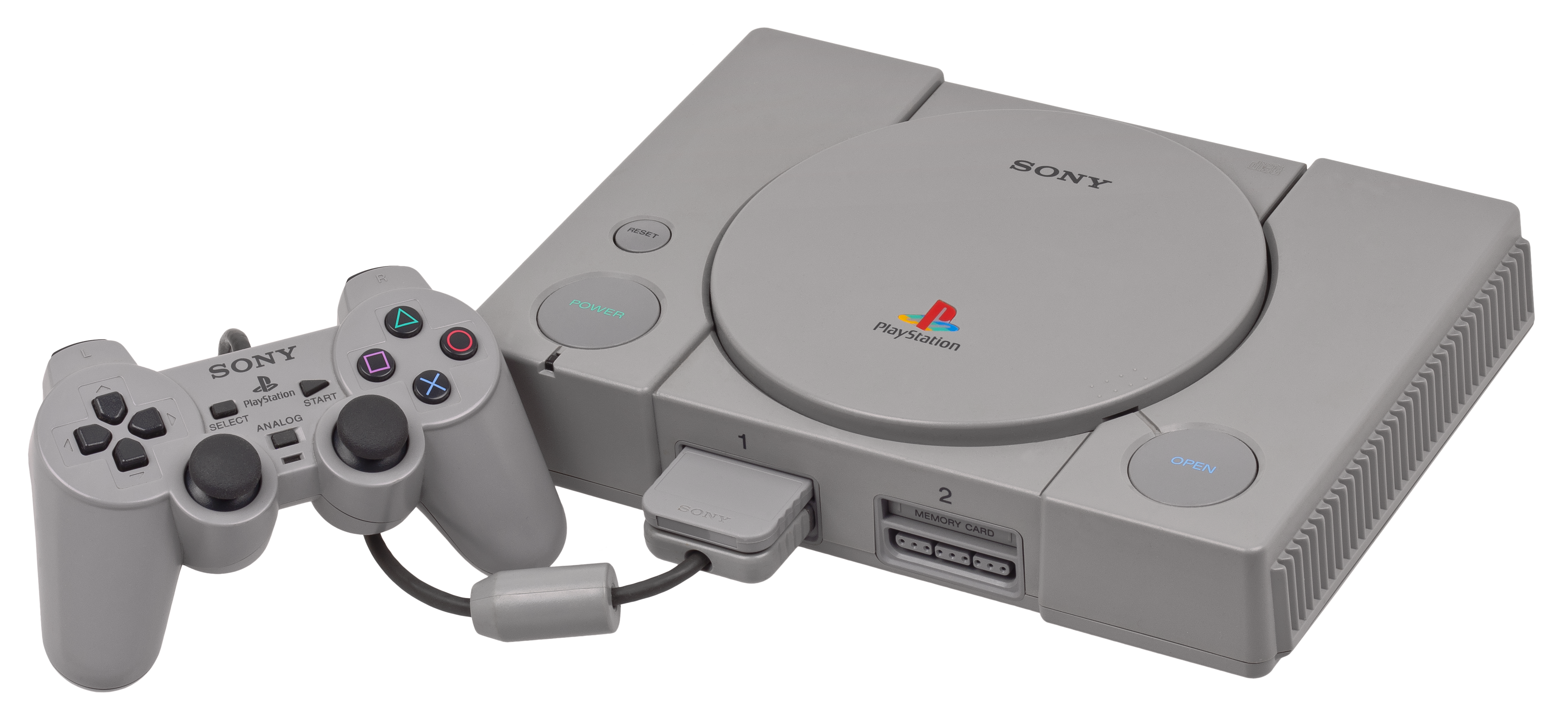
Spośród konsol piątej generacji największy sukces odniosło PlayStation

Rynek konsol do gier nadal się rozwijał, czego wyrazem było stworzenie konkurujących ze sobą, 16-bitowych platform Sega Mega Drive i Super Nintendo Entertainment System. Ważniejsze jednak dla rozwoju branży okazało się upowszechnienie konsol przenośnych – Atari Lynx oraz linii Game Boy z 1989 roku, która odniosła sukces komercyjny wynoszący 118 milionów sprzedanych egzemplarzy, między innymi dzięki konwersji Tetrisa.
W latach 1994–1996 zadebiutowała kolejna generacja 32-bitowych konsol domowych, które sprzętowo obsługiwały grafikę 3D, między innymi Atari Jaguar, Sega Saturn, Nintendo 64 i PlayStation, to jednak ta ostatnia – będąca debiutem Sony – odniosła największy sukces.

### Upowszechnienie grafiki trójwymiarowej i rozgrywki wieloosobowej
Grafika trójwymiarowa po raz pierwszy pojawiła się w grze komputerowej na automaty BattleZone (1980) oraz w symulatorze kosmicznym Elite (1984). Jej upowszechnienie w grach komputerowych w latach 90. XX wieku nastąpiło dzięki pojawieniu się kolejnego wpływowego symulatora kosmicznego TIE Fighter (1994), a przede wszystkim przełomowej dla rozwoju branży strzelanki pierwszoosobowej Quake (1996) autorstwa Johna Romero, z którym konkurowały bardziej dopracowane wizualnie i rozbudowane fabularnie Half-Life (1998) i Unreal (1998). Trójwymiar wspierany przez kartę graficzną wprowadzony został przez brytyjską grę Tomb Raider (1996) autorstwa Toby’ego Garda, której bohaterka Lara Croft stała się ikoną kultury masowej. Odnowę dzięki nowej technologii między innymi przeżyły gry z gatunków: survival horror (Resident Evil, 1996; Silent Hill, 1999), fabularne (Final Fantasy VII, 1997), przygodowe gry akcji (wzorcowa gra gatunku The Legend of Zelda: Ocarina of Time, 1998), skradanki (Metal Gear Solid, 1998; Thief: The Dark Project, 1998) oraz gry strategiczne (Myth: The Fallen Lords, 1997; saga kosmiczna Homeworld, 1999). Alternatywę dla wówczas niedoskonałej technologii trójwymiarowej stanowiły gry wykonane w technice full motion video – pseudointeraktywne filmy o niskiej interakcji z otoczeniem i miernym aktorstwie.
Upowszechnianie się Internetu umożliwiło rozwój rozgrywki wieloosobowej z użyciem tego medium. Pod koniec lat 90. XX wieku ukształtował się gatunek MMORPG, umożliwiający uczestnictwo wielu graczy w wirtualnym świecie (Ultima Online, 1997; EverQuest, 1999). Powstawały platformy do obsługi gry wieloosobowej, między innymi Battle.net autorstwa przedsiębiorstwa Blizzard Entertainment, który uczynił sławnymi takie gry, jak strategiczna Warcraft II: Tides of Darkness (1995), fabularna gra akcji Diablo (1996) i strategiczny StarCraft (1998). Wraz z postępującym tworzeniem się sportu elektronicznego opartego na profesjonalnych graczach (World Cyber Games i inne turnieje) narodziło się zjawisko tzw. gier turniejowych, nastawionych przede wszystkim na tryb gry wieloosobowej, na przykład Quake III: Arena (1999), Unreal Tournament (1999) i Counter-Strike (1999) – pierwsza popularna modyfikacja gry komputerowej.

## Współczesność (od początku XXI wieku)

### Szósta i siódma generacja konsol
Kolejną, szóstą generację konsol gier wideo otworzyła Sega Dreamcast z 1998 roku, która – jako pierwsza z konsolowych platform – umożliwiała rozgrywkę przez Internet i wprowadziła karty pamięci do zapisywania stanu rozgrywki. Dreamcasta przyćmiła jednak wydana w 2000 roku konsola PlayStation 2, która oferowała wsteczną kompatybilność z grami na oryginalne PlayStation i do 2005 roku uzyskała sprzedaż w wysokości 90 milionów egzemplarzy. Innymi wyróżniającymi się platformami były wydany w 2001 roku Xbox autorstwa Microsoftu, który wprowadził internetową usługę Xbox Live, oraz GameCube o wysokich wówczas możliwościach technicznych. Wśród konsol przenośnych wydarzeniem było pojawienie się platformy Game Boy Advance, która uzyskała sprzedaż w wysokości 80 milionów egzemplarzy.

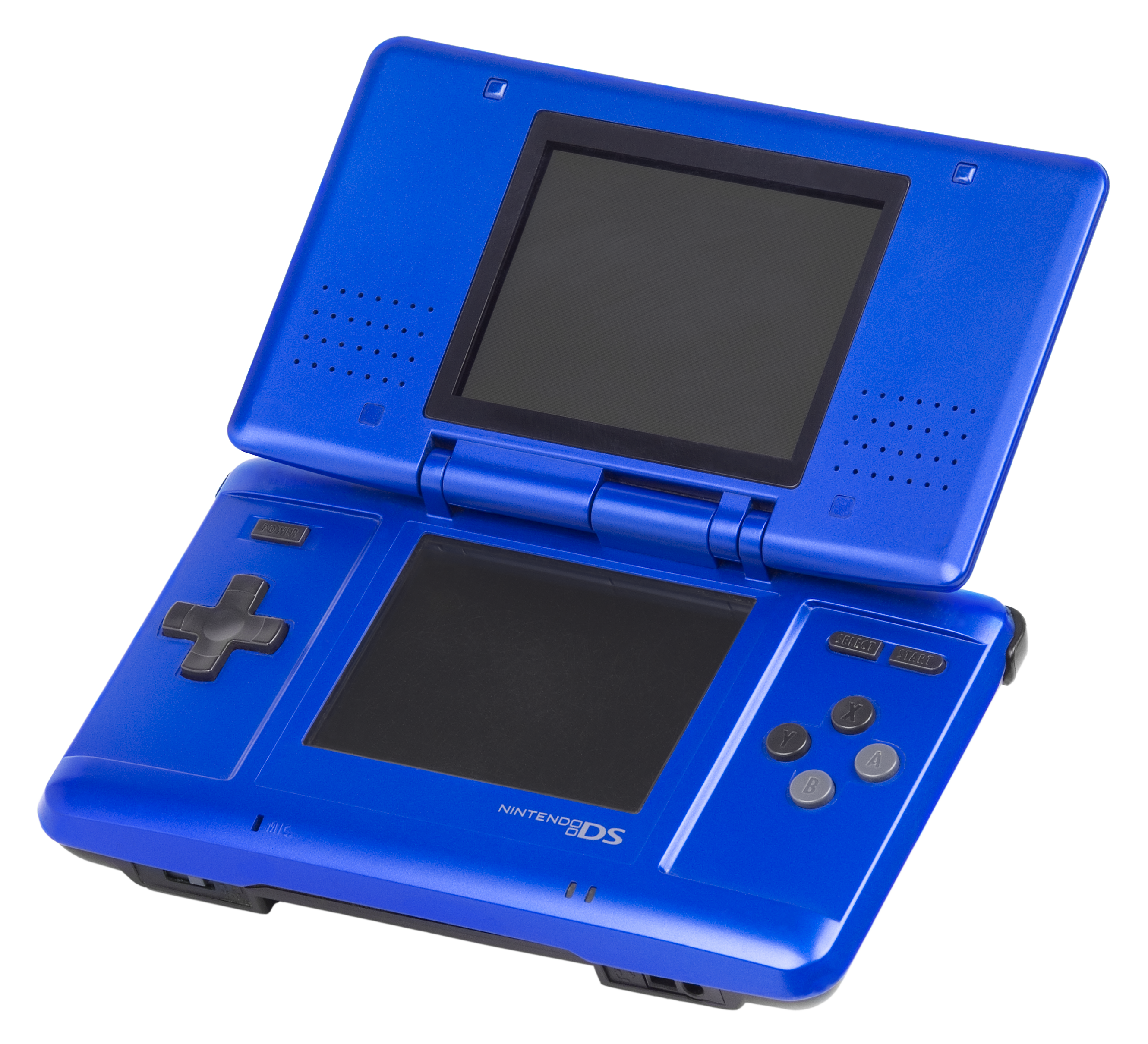
Konsola przenośna Nintendo DS odniosła sukces komercyjny

Na siódmą generację konsol składały się trzy główne platformy do gry: Xbox 360 (2005), PlayStation 3 (2006) i Wii (2006); ta ostatnia, dzięki pomysłowi na bezpośrednie kierowanie ruchem postaci wirtualnych poprzez wykrywanie aktywności ruchowej gracza (Wii Remote), uzyskała sprzedaż w wysokości niemal 97 milionów egzemplarzy, co skłoniło konkurencję do wydania opartych na tym samym pomyśle Kinecta oraz PlayStation Move. Jeszcze większy sukces (ponad 150 milionów sprzedanych egzemplarzy) odniosła przenośna konsola Nintendo DS (2004) z rysikiem jako jednym z kontrolerów, z którą konkurowało bardziej tradycyjne, ale nowocześniejsze technologicznie PlayStation Portable.

### Gry masowe
Na przełomie XX i XXI wieku zaczął się kształtować dochodowy biznes gier komputerowych, obliczony na jak największą sprzedaż dzieł z zakresu elektronicznej rozrywki przy uproszczeniu rozgrywki; międzynarodowy rozgłos zyskały targi branżowe w stylu Electronic Entertainment Expo i Games Convention. Wielki sukces odniosła wydana przez Electronic Arts symulacja ludzkiego życia The Sims (2000) Willa Wrighta, która stała się fenomenem branży, popularyzując swoistą odmianę prostych gier rekreacyjnych (casual). Upowszechniły się tzw. hybrydy – mieszaniny różnych gatunków, między innymi cyberpunkowy Deus Ex (2000), będący połączeniem shootera z grą fabularną, czy Shogun: Total War (2000) łączący elementy strategii turowej i czasu rzeczywistego. Rozwój przeżyły gry akcji, na przykład Medal of Honor: Allied Assault (2001), Call of Duty (2003), Half-Life 2 (2004), Gears of War (2005) Cliffa Bleszinskiego stylizowana na reportaż z linii frontu, BioShock (2007); przygodowe gry akcji, na przykład szkockie Grand Theft Auto III z otwartym światem (2001), czeska Mafia (2002) inspirowana filmem Ojciec chrzestny, God of War (2005), Red Dead Redemption (2010); gry wyścigowe, między innymi Project Gotham Racing (2001), TOCA Race Driver (2002), Forza Motorsport (2005), Test Drive Unlimited (2007); także gry fabularne, na przykład Star Wars: Knights of the Old Republic (2003), The Elder Scrolls IV: Oblivion (2006), polski Wiedźmin (2007), Mass Effect (2007) oraz Demon’s Souls (2009). W awangardzie branży znalazły się gry przygodowe (Syberia Benoît Sokala, 2003; psychologiczny dreszczowiec Heavy Rain, 2010; L.A. Noire, 2011). Okresową popularność zdobyły gry muzyczne dzięki serii Guitar Hero (2005–2010), jednak ich formuła ostatecznie się wyczerpała. Trwały sukces odniosły natomiast gry MMORPG (World of Warcraft, 2004; Guild Wars, 2005).
Od 2004 roku dają się zauważyć nowe tendencje w branży gier komputerowych. Debiut platformy cyfrowej dystrybucji gier Steam, a także konsolowych Xbox Live Arcade i PlayStation Network, spowodował rozwój tego typu sprzedaży elektronicznej rozrywki; nowe możliwości dystrybucji swoich dzieł zarazem zyskali twórcy niezależni. Wśród nich sukcesy odnieśli Auriea Harvey i Michaël Samyn (The Path, 2007), Kyle Gabler (World of Goo, 2008), Jonathan Blow (Braid, 2008), Jenova Chen (Flower, 2009), a także Jeppe Carlsen (porównywane do dzieł ekspresjonistycznych Limbo, 2010), Markus Persson (Minecraft, 2011) i Scott Cawthon (Five Night at Freddy’s).
Specyficzną odmianą elektronicznej rozrywki były gry przeglądarkowe (OGame, 2003; Plemiona, 2003; The West, 2008). Popularność zyskały gry społecznościowe, między innymi wirtualny świat Second Life (2006), oparta głównie na twórczości graczy LittleBigPlanet (2008) oraz dochodowe gry internetowe na bazie portali społecznościowych (Mafia Wars, 2008; FarmVille, 2009). Coraz większe sukcesy odnosiły gry na telefony komórkowe oraz smartfony, z przebojową fińską produkcją Angry Birds (2009) na czele, która zapoczątkowała serię pobraną ponad miliard razy do 2012 roku. Przyszłość gier wyznacza rozpowszechnianie się technologii chmury obliczeniowej, dzięki której wystartowały usługi OnLive (2010) i Gaikai (2011), a także pojawienie się przenośnych konsol PlayStation Vita i Nintendo 3DS (2011) z obsługą usług internetowych.
Kolejną zauważalną tendencją, występującą szczególnie w grach MMO, jest przechodzenie z systemu abonamentowego na model free-to-play z zastosowaniem mikropłatności (Star Wars: The Old Republic, 2011). Osobliwym zjawiskiem we współczesnych grach jest pojawienie się płatnej zawartości do pobrania oraz wielka popularność systemu osiągnięć. Gry komputerowe stały się dochodowym źródłem biznesu, o czym świadczyła wartość rynku wynosząca w 2011 roku 52 miliardy dolarów na świecie i 692 miliony złotych w Polsce.